# Noemia Hinata
Noemia Atsuko Sakane Hinata, mais conhecida como Noemia Hinata (São Paulo, 8 de dezembro de 1942), é uma escritora brasileira, Mestre em Letras pelo Departamento de Francês da Universidade de São Paulo, ex-professora de Língua Portuguesa nas Universidades Waseda, Keio, Sofia e de Estudos Estrangeiros de Tóquio.

## Família
Noemia Hinata é a primogênita de Shigueru Sakane e Sumiko Sakane. Irmã de Elza Passini, casada com um descendente de italianos. Como Noemia nasceu durante a Segunda Guerra Mundial e o Brasil era aliado dos EUA, o cartório brasileiro não aceitava registrar crianças sem o primeiro nome brasileiro. Então, foi batizada como Noemia (em homenagem à parteira). Mas os pais, japoneses, quiseram colocar um nome japonês também, Atsuko (cujo primeiro ideograma Atsu vem de Atsumori, personagem histórica que pertence ao Clã dos Heike, do século XII). O sobrenome Sakane, de solteira, significa “ Raiz da Ladeira” (Saka = ladeira e Ne=raiz). Noemia concluiu que, sendo uma raiz que sobreviveu na ladeira contra todas as intempéries, é um nome que traz bastante força. O sobrenome Hinata, de casada, significa  o lado em que bate o sol. E ela pensou consigo mesma – se bate o sol  numa raiz tão forte, quantos frutos não há de dar?  Foi assim que decidiu se casar com Shigeo Hinata (pesquisador do Instituto Nacional de Pesquisas da Língua Japonesa e, posteriormente, professor de japonês para estrangeiros da Universidade Gakugei de Tóquio).

## Educação
Aos 8 anos de idade foi matriculada na escola primária e seguiu seus estudos normalmente até entrar na Universidade de São Paulo aos 20 anos de idade. Formou-se pelo Departamento de Língua e Literatura Francesas e seguiu para o Japão aos 24 anos, como bolsista da Metrópole de Tóquio, para realizar um  estudo comparativo entre Paul Claudel , teatrólogo francês , e o Teatro Nô. Esse estudo foi iniciado no Departamento de Literatura Japonesa da Universidade Metropolitana de Tóquio, continuado no curso de mestrado da Universidade Monash de Melbourne, Austrália, e concluído na Universidade de São Paulo, com a tese intitulada O Riso de Paul Claudel e o Teatro Nô.

## Obras publicadas
-Dicionário Português-Japonês Romanizado (co-autor: Shigueru Sakane, Editora Casa Ono, São Paulo, Brasil, 1986) com 135.000 exemplares publicados.

-Dicionário Japonês-Português Romanizado (Editora Kashiwa Shobo, 1992) com 93.000 exemplares publicados.

-Comunicando em “Brasileiro” (Editora Daigaku Shorin, 1994) com 3.000 exemplares publicados.

-Além das Palavras (Editora Seron Jihosha, 1995) com 3.000 exemplares publicados. 

-Dicionário Japonês-Português do Brasil (Editora Sanseido, 2010) com 8.000 exemplares publicados. 

-Warui kedo Nihonjin janaino (Sinto muito mas não sou japonesa, em vias de tradução)(Editora Kashiwa Shobo, 2013) com 4.000 exemplares publicados.

## Significado de sua obra
Seus dicionários agradaram os brasileiros na época da bolha econômica japonesa, por serem romanizados e também por conterem frases de uso cotidiano. Nas obras sobre choque cultural, como Além das Palavras, os brasileiros valorizaram o esclarecimento dos equívocos de comunicação não verbal entre brasileiros e japoneses. Na obra recentemente publicada, Warui kedo Nihonjin janaino, apreciaram a descoberta da profundidade humana de certas atitudes japonesas tidas normalmente como negativas. 

Em toda sua obra, vê-se sempre um esforço para evitar ou esclarecer mal-entendidos entre brasileiros e japoneses. Isto porque, diz ela, é uma grande pena que os equívocos culturais aconteçam, já que por culpa destes ambas as partes, tão bem intencionadas e com boa vontade para colaborar, podem acabar em contendas capazes de levá-las a doenças ou conflitos mais graves.

## Atividades atuais
Ensaísta sobre choques culturais e pontos interessantes da língua portuguesa.

Conferencista da JICA – Japan International Cooperation Agency e outras entidades que promovem o intercâmbio cultural entre brasileiros e japoneses.

Ao lado disso, está lançando semanalmente no Youtube histórias curtas de choques culturais em português e japonês (palavra-chave para busca: noemia hinata).

## Prêmios
Brazilian International Press Awards - 7 de julho de 2012.